# Tweede Libische Burgeroorlog

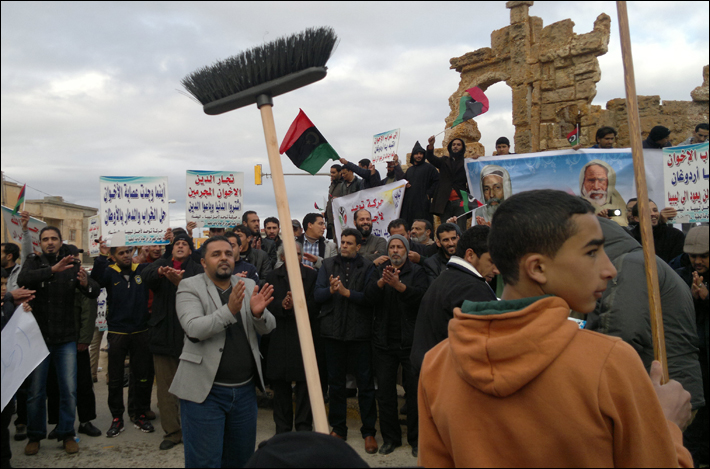
Demonstranten houden een grote demonstratie in Shahat tegen het plan om het mandaat van het GNC uit te breiden.

De Tweede Libische Burgeroorlog was een vanaf mei 2014 voortdurend conflict tussen rivaliserende facties die de controle over Libië wilden. Na een uitbarsting in 2014 is het conflict voornamelijk tussen enerzijds de internationaal erkende regering met minister-president Fayez al-Sarraj, en anderzijds een militie onder leiding van krijgsheer Khalifa Haftar, die  gesteund werd door het Huis van Afgevaardigden. Deze militie wordt door Haftar betiteld als het Libische Nationale Leger (LNA).
In oktober 2020 werd een permanent staakt-het-vuren bereikt tussen de twee rivaliserende regeringen. In maart 2021 werd een regering van nationale eenheid gevormd en sindsdien heeft Libië weer een regering, al zijn de verschillende milities nog niet verdwenen en is het nog de vraag of deze op korte termijn zullen verdwijnen.
In februari 2015 waren er meer dan 3.000 doden gevallen als gevolg van de gevechten. Bijna een derde van de bevolking van het land was inmiddels gevlucht naar Tunesië. Per januari 2016 werd bekendgemaakt dat er 4275 doden zijn gevallen in het conflict.

## Verloop

### Nationale Overgangsraad
De oprichting van de Nationale Overgangsraad (NTC) werd op 27 februari 2011 in de stad Benghazi aangekondigd met als doel om op te treden als het "politieke gezicht van de revolutie". De Nationale Overgangsraad was de de facto regering van Libië gedurende de Eerste Libische Burgeroorlog, waarin de rebellen Moammar al-Qadhafi ten val brachten. De NTC legde in augustus 2011 een "constitutionele verklaring" af waarin zij een plan hadden opgesteld voor de overgang van het land naar een constitutionele democratie met een gekozen regering. De raad kreeg internationale erkenning als de legitieme bestuursautoriteit in Libië en bezette de zetel van het land bij de Verenigde Naties. Tien maanden na het einde van de oorlog, organiseerde NTC verkiezingen op 7 juli 2012 om een Algemeen Nationaal Congres (GNC) te kiezen en gaf op 8 augustus de macht aan deze nieuw gekozen wetgevende orgaan.
Het Algemene Nationale Congres werd in juli 2012 gekozen, met de verantwoordelijkheid een grondwetgevende vergadering te vormen om de grondwet te schrijven, en kreeg een termijn van 18 maanden om dit doel te bereiken. De Nationale Overgangsraad besloot echter dat Libiërs in plaats daarvan rechtstreeks de grondwetgevende vergadering zouden moeten kiezen. Op 10 april 2013 ging de ANC daarmee akkoord en vond er verkiezingen plaatst voor het grootste deel van de grondwetgevende vergadering op 20 februari 2014. Toen de deadline van 18 maanden verstreken was en de werkzaamheden aan de nieuwe grondwet nog maar net begonnen waren, werd het congres gedwongen verkiezingen te organiseren voor een nieuwe parlement (de zogeheten Huis van Afgevaardigden).

### Verkiezingen 2014
Op 25 juni 2014 gingen Libiërs naar de stembus voor de samenstelling van het Huis van Afgevaardigden. De verkiezingen vonden plaats onder bomaanslagen en moorden door extremistische groeperingen. Zo werden stembureaus in Derna, Kufra en Sabha gesloten om veiligheidsredenen. Er waren verschillende gevallen van geweld op de dag van de verkiezingen, waarbij ten minste vijf mensen stierven in geweld tussen regeringstroepen en militanten in Benghazi. Ook mensenrechtenactiviste Salwa Bughaighis werd doodgeschoten op de dag van de verkiezingen. 
De opkomst was slechts 18%, tegenover de 60% opkomst bij de eerste post-Qaddafi verkiezingen van juli 2012. Dit was voor de Algemene Nationale Congres (GNC) reden genoeg om de verkiezingsuitslag niet te accepteren. De nieuwe leden van de Huis van Afgevaardigden vonden de verkiezingen echter wel acceptabel en verplaatsten het parlement naar de stad Tobroek.
In november verklaarde het Hooggerechtshof de verkiezingen ongeldig. Hoewel er geen beroep tegen ingediend kon worden, verwierp het in Tobroek gevestigde parlement de uitspraak met de bewering dat het besluit "onder bedreiging van wapens" was uitgevaardigd.

### Andere factoren

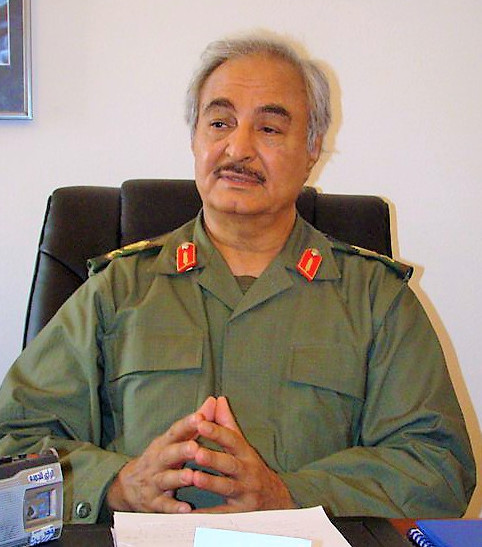
Khalifa Haftar leidt de operaties van het Libyan National Army (LNA)

In de jaren tachtig kreeg Khalifa Haftar de leiding van Qadhafi over de Libische strijdkrachten die betrokken waren bij het conflict in Tsjaad. Libië werd destijds verslagen door de Tsjadische strijdkrachten die door Frankrijk werden gesteund. Haftar en 300 van zijn mannen werden in 1987 door de Tsjadiërs gevangengenomen. Dit leidde ertoe dat Qadhafi hem verstootte. Haftar wijdde de komende twee decennia aan het omverwerpen van Qadhafi . Dit deed hij vanuit ballingschap in de Amerikaanse staat Virginia. Zijn nabijheid tot het hoofdkantoor van de CIA in Langley duidde op een nauwe relatie met de Amerikaanse inlichtingendiensten. Na het begin van de opstand tegen Qadhafi in 2011 keerde Haftar terug naar Libië, waar hij een belangrijke commandant werd van de geïmproviseerde rebellenmacht in het oosten. In februari 2014 zette Haftar op tv zijn plan uiteen om de "natie te redden" en riep de Libiërs op om verzet te bieden tegen het gekozen parlement, het Algemeen Nationaal Congres (GNC), wiens mandaat toen nog geldig was. In mei 2014 lanceerde Haftar Operatie Waardigheid tegen islamitische militanten in Benghazi en het oosten. In maart 2015 benoemde het Huis van Afgevaardigden van Libië (HoR) hem tot commandant van de LNA.

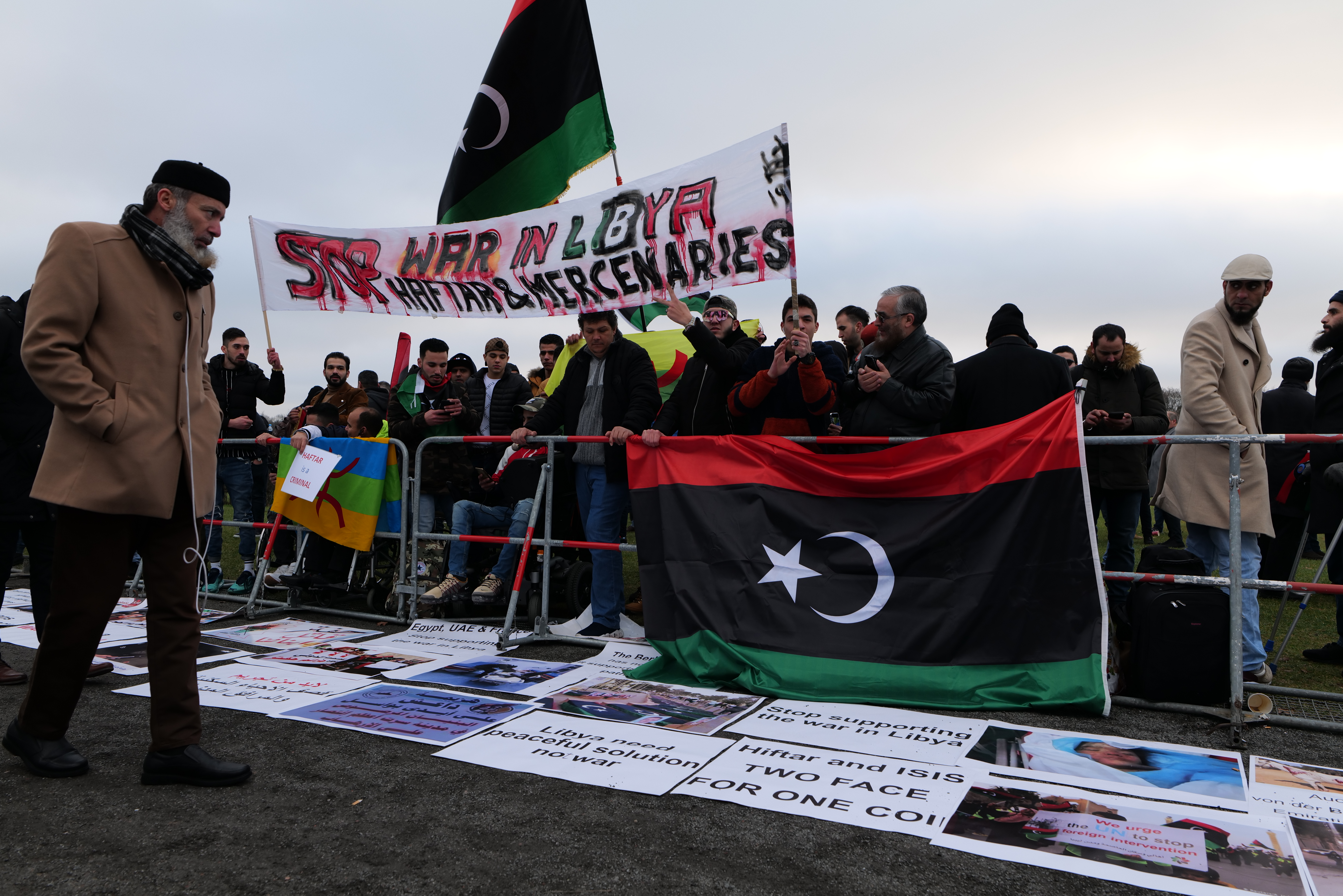
Demonstratie tegen Haftar in Berlijn tijdens de Libië-top

Echter creëerde de politieke kloof in het land een machtsvacuüm dat werd uitgebuit door extremistische groeperingen zoals de Al Qaida. Het maakte ook de weg vrij voor Islamitische Staat (IS) om een basis in Libië te vestigen van waaruit ze de beide regeringen van Tripoli en Tobroek aanvielen. De aanwezigheid van IS was een zorg voor de rivaliserende regeringen en de internationale gemeenschap. In februari 2015 heeft een tak van IS in Libië 21 koptische christenen onthoofd. De Egyptische president Abdul Fatah al-Sisi kondigde een week van nationale rouw af en verklaarde dat Egypte op een "passende manier" op de onthoofdingen zou reageren. Als reactie hebben zowel Egypte als Libië luchtaanvallen op doelen van terreurbeweging IS uitgevoerd.

### Verzoeningspoging en de Regering van Nationaal Akkoord (GNA)
De bovengenoemde ontwikkelingen waren voor de Verenigde Naties aanleiding om onderhandelingen te voeren tussen de rivaliserende facties, zodat een nieuwe regering het land als geheel kon regeren. Leden van het Huis van Afgevaardigden en het Algemene Nationale Congres (GNC) hebben op 17 december 2015 een door de Verenigde Naties gesteund politiek akkoord ondertekend. Volgens de overeenkomst werd er een negen-koppige Raad van het Voorzitterschap en een interim-regering van Nationaal Akkoord gevormd. De gematigde Fayez al-Sarraj zou de regering leiden; het Huis van Afgevaardigden zou blijven bestaan als de wetgever en de GNC zou verdergaan als een adviesorgaan. Dit leidde tot de vorming van de door VN-erkende regering van Nationaal Akkoord (GNA), en werd dus ook goedgekeurd door de vijf permanente leden van de Veiligheidsraad met vetorecht: China, Frankrijk, Rusland, de Verenigde Staten en het Verenigd Koninkrijk. Ondanks dat het Huis van Afgevaardigden het plan eerder steunde, trok het zijn erkenning van GNA in door er in de zomer van 2016 tegen te stemmen en hun rivaal te worden voor het regeren van het land. De minister-president Sarraj wordt in de ogen van Haftar gezien als de leider van een "terroristische organisatie die Tripoli in beslag heeft genomen".

## Samenvatting en huidige situatie

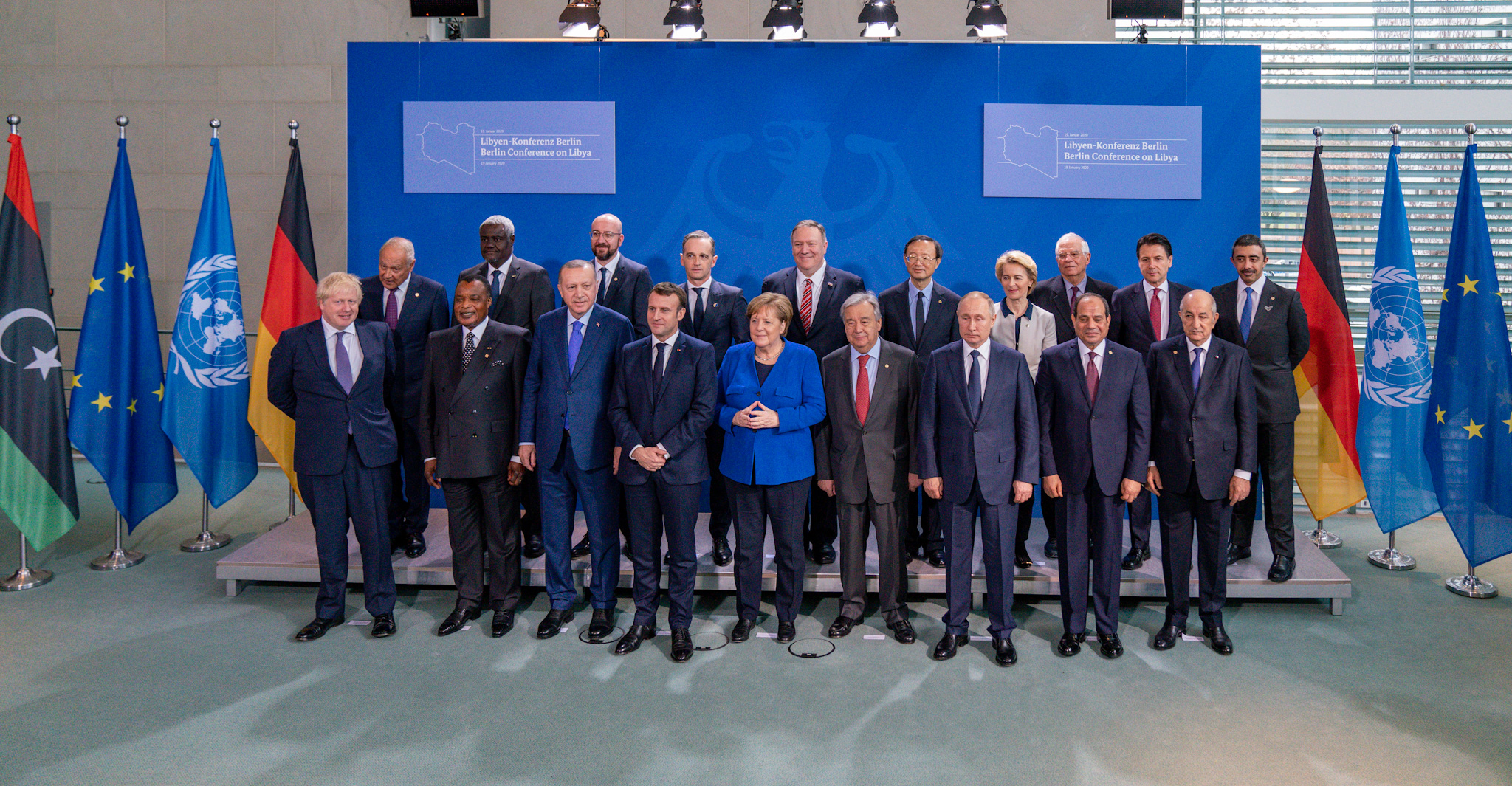
Leiders bijeen op de Libië-top in Berlijn, Duitsland. 19 januari 2020

Na de val van Qadhafi in 2011 ontstond er een burgeroorlog tussen de troepen van krijgsheer Haftar (met machtsbasis in het oosten van Libië) en de internationaal erkende regering (met machtsbasis in het westen van Libië met de hoofdstad Tripoli). Krijgsheer Haftar wordt gesteund door Egypte, Saudi Arabië, Verenigde Arabische Emiraten, Frankrijk en Rusland. Ook salafisten, ook wel bekend als Madkhalisten, vechten naast de LNA van Haftar. De internationaal erkende regering wordt gesteund door Italië, Qatar en Turkije. Duitsland probeert als neutrale partij in het conflict te bemiddelen. De oproep van premier al-Sarraj om verkiezingen te houden wordt stelselmatig verworpen door Haftar en het Huis van Afgevaardigden. Egypte, Saudi Arabië en de VAE hebben uit geopolitieke en interne politieke overwegingen een voorkeur voor Hifter om een dictatuur te vormen in Libië. Ook Frankrijk stuurt wapens naar de krijgsheer Haftar om de regering van Libië omver te werpen. De Turkse regering steunt de verkozen  leiders. Daarnaast heeft het ook vanwege een bilaterale overeenkomst met de internationaal erkende regering wat betreft territoriale wateren een groot belang bij het voortbestaan van deze regering. Ook zijn er sinds decennia veel Turkse bedrijven en burgers aanwezig in dit land. Diverse malen zijn zij het doelwit geweest van terroristische groeperingen. Italië steunt ook de internationaal erkende regering zodoende om immigranten met bestemming Europa tegenhouden en heeft een groot belang in Libië vanwege aardolie en -gas belangen. Rusland wilt middels steun aan Haftar toegang krijgen tot de Middellandse Zee. Volgens de regering in Tripoli heeft Haftar hulp gekregen van 600 tot 800 Russen die werken voor Wagner, het privéleger van Jevgeni Prigozjin, een vertrouweling van de Russische president Poetin. De huidige burgeroorlog kenmerkt zich door periodieke intensieve gevechten, met name rond de hoofdstad Tripoli, alsook veel internationaal diplomatiek overleg. Qatar heeft vanwege haar conflict met Saoedi-Arabië belang bij ondersteuning van haar bondgenoot Turkije.

## Strijdende partijen

### Libische Nationale Leger (LNA)
Het Libische Nationale Leger (LNA) van krijgsheer Haftar beweert 80.000 strijders te hebben, maar volgens het Italian Institute for International Political Studies (ISPI) heeft het slechts 7.000 kernmilitieleden, op een totaal van 25.000 troepen en 18.000 hulpkrachten.
Verschillende studies rapporteren dat de militie van Haftar vol zit met criminelen en huursoldaten, in tegenstelling tot Haftars beschrijving van zijn mannen als een gedisciplineerde en professionele kracht. Volgens een rapport is een van zijn senior commandanten, Mahmoud al Werfalli, voortvluchtig en ontwijkt hij een arrestatiebevel van het Internationaal Strafhof.

#### Janjaweed-militie - Sudanese Rapid Support Forces (RSF)
De Janjaweed is een gewapende groepering uit Zuid-Soedan. De voormalige Sudanese president Omar al Bashir had de Janjaweed-militie officieel omgezet in de Rapid Support Forces (RSF) onder bevel van de National Intelligence and Security Services. Ze werden gebruikt om rebellengroepen in het land te verslaan in 2013.
Uit het rapport van Human Rights Watch blijkt dat de RSF-milities in 2014 en 2015 in Darfur oorlogsmisdaden, verkrachtingen en ontheemde burgers hebben begaan. Naar verluidt zijn er minstens 1.000 militie-leden in Libië.
RSF wordt geleid door een krijgsheer genaamd Mohamed Hamdan Dagalo, ook wel bekend als Hemedti.

#### Salafistische Madkhali-groep
Hoewel Haftar beweert te vechten tegen extremistische religieuze groeperingen, werkt hij nauw samen met de salafistische Madkhali-milities, een strijdmacht bestaande uit extremisten die worden gesteund door Saudi Arabië en de Verenigde Arabische Emiraten.
Salafistische gewapende groeperingen zoals de Subul al-Salam en de al Wadi Brigade zijn ook met Haftar verbonden. Beide groepen kregen invloed in Libië na het einde van Qadhafi's termijn in 2011.

#### Nidaa-bataljon
Het Nidaa-bataljon is een andere prominente groep onder de salafistische bewegingen die onder bevel staat van Mahmoud al Wirfalli. Het Internationaal Strafhof heeft voor hem een arrestatiebevel uitgevaardigd wegens oorlogsmisdaden. In juli 2019 werd Wirfalli door krijgsheer Haftar gepromoveerd van een majoor naar de rang van luitenant-kolonel.
Wirfalli wordt onder andere beschuldigd van het executeren van 10 geblinddoekte mensen in Benghazi en het vastleggen van de hele daad op video.

#### Salafistische Tawhied Unie
Het hoofd van de salafistische Tawhied Unie is Ashraf al Miyar die deelnam aan de opstand tegen Qadhafi. De groep heeft een duidelijk standpunt voor degenen die tegen Haftar zijn en noemt hen "ketters" en zegt "het is toegestaan hun bloed te vergieten".

#### Sabil al-Salam-eenheden
Deze eenheid opereert in het zuidoosten van Libië en staat onder bevel van Abdel-Rahman al Kilani.

#### Al Qaniyat-eenheden
Deze eenheden, gelegen in de Libische stad Tarhuna, 90 kilometer ten zuidoosten van de hoofdstad, staan onder controle van de gebroeders Qani en de meerderheid van de eenheden bestaat uit voormalige Qadhafi-soldaten.
Al Qaniyat-eenheden werkten eerder voor de internationaal erkende regering van Libië (GNA), maar werden later verstoten vanwege hun banden met Haftar.

#### Wagnergroep
Volgens verschillende berichten is de Russische paramilitaire organisatie Wagnergroep verbonden met de Russische president Vladimir Poetin. Het bestaan van de groep werd voor het eerst gemeld in Oost-Oekraïne, waar ze vochten tegen de regering van Oekraïne. David Schenker, de Amerikaanse adjunct-secretaris voor zaken in het Midden-Oosten, verklaarde dat de VS met Europese landen zal samenwerken om aan Wagner sancties op te leggen, daarbij verwijzend naar "het spook van grootschalige burgermoorden" door de Wagnergroep. Volgens Bloomberg zijn er momenteel 1.400 militieleden van de Wagnergroep aanwezig in Libië en hebben ze 25 Russische piloten binnengehaald die trainingsactiviteiten voor de Haftar-troepen hebben uitgevoerd.

### Libische leger (GNA)

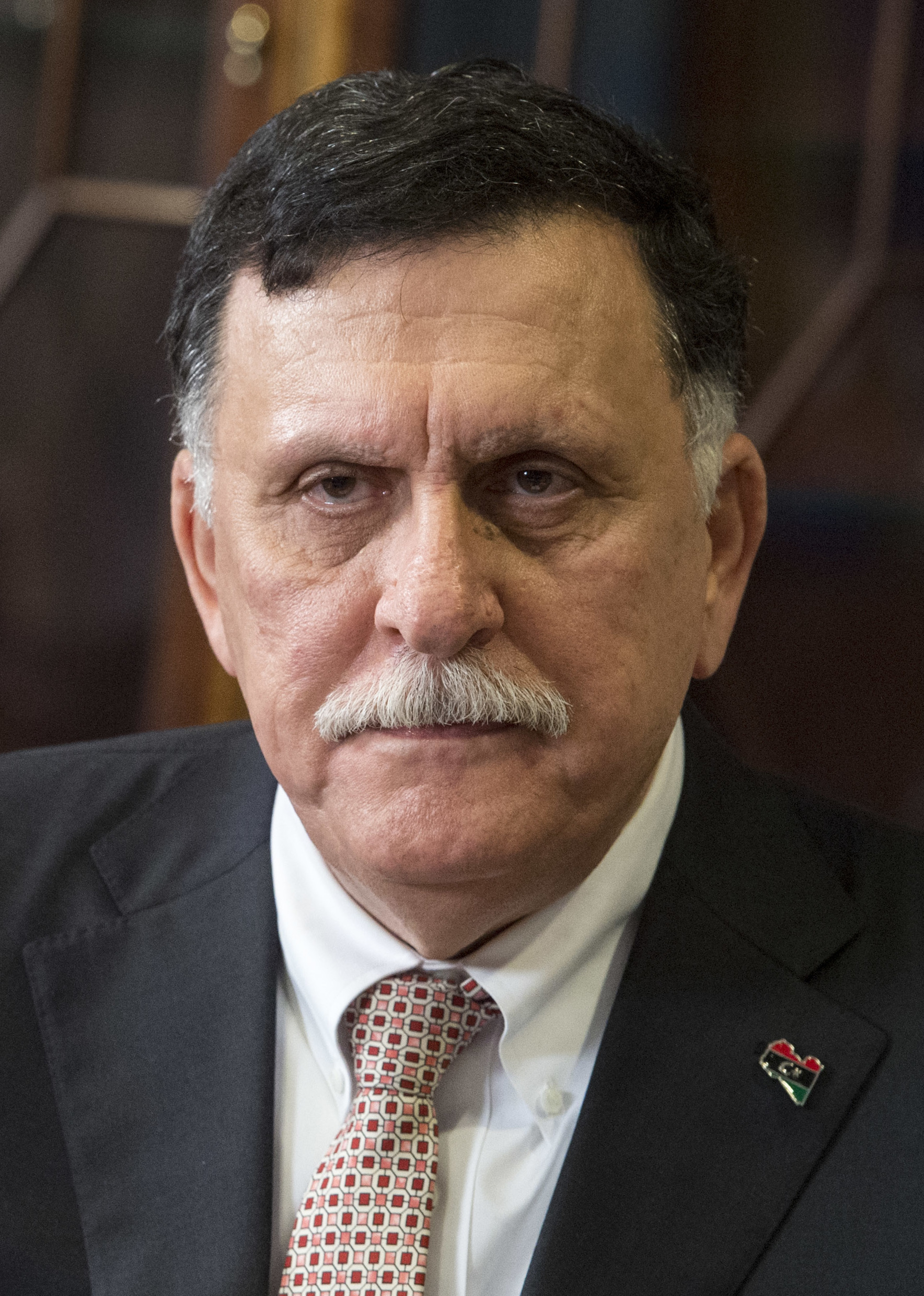
Fayez al-Sarraj, de minister-president van Libië en leider van de regering van Nationaal Akkoord (GNA)

Het Libische leger bestaat uit de landmacht, de luchtmacht en de marine dat onder bevel staat van minister-president Fayez al-Sarraj. Het Libische leger wordt geleid door het GNA Ministerie van Defensie.

#### Turkse leger
In 2020 stemde het Turkse parlement met een grote meerderheid in met het voorstel van de regering om gedurende een jaar troepen naar Libië te sturen ter ondersteuning van de internationaal erkende regering van premier Fayez el-Serraj. Ongeveer 40 leden van de Turkse strijdkrachten bevinden zich in Libië. Deze voeren voornamelijk trainingsactiviteiten en coördinatietaken uit.